# 国道300号

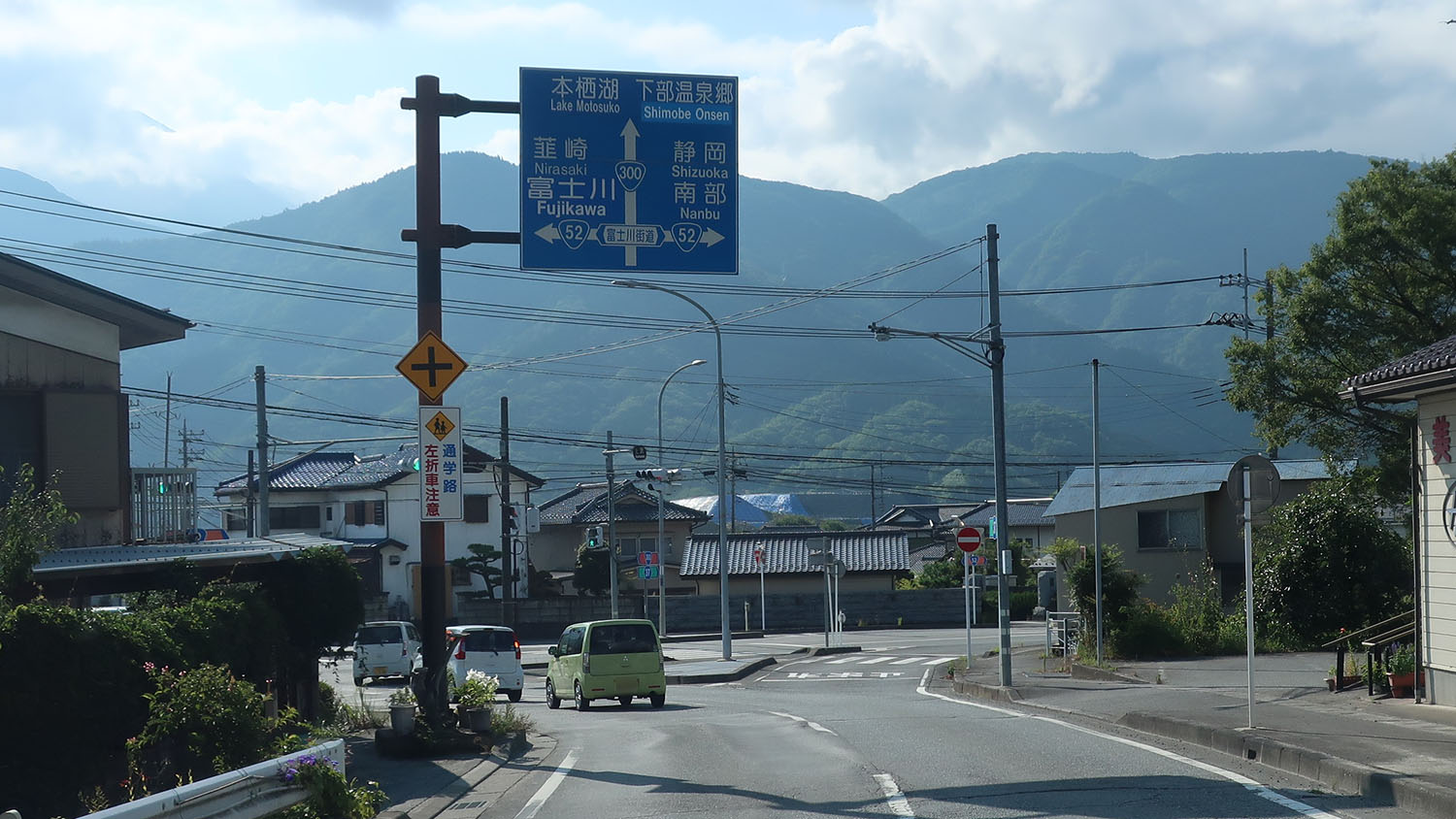
国道300号 終点
山梨県南巨摩郡身延町
上沢交差点

国道300号（こくどう300ごう）は、山梨県富士吉田市から南巨摩郡身延町に至る一般国道である。

## 概要

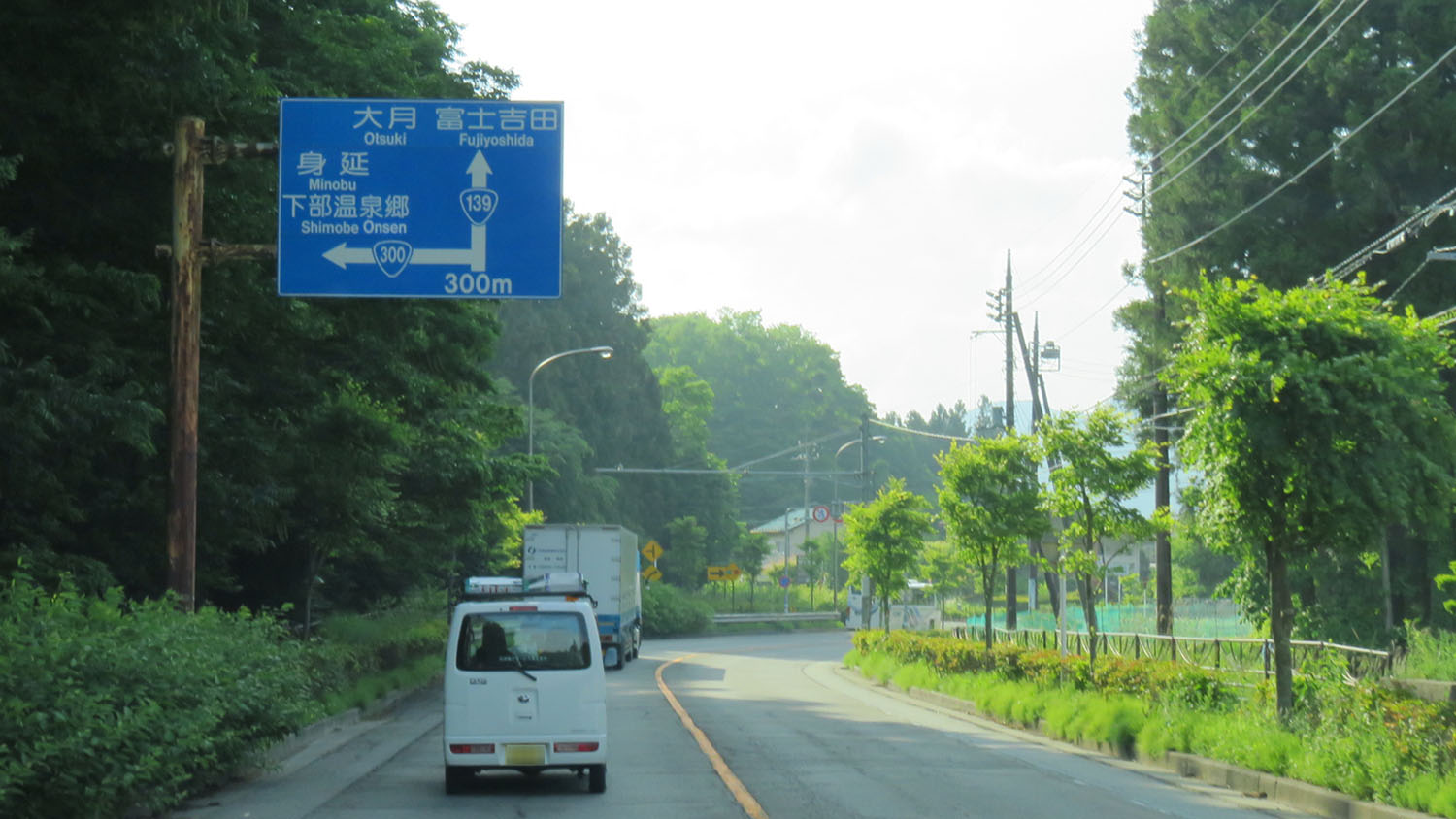
国道139号（重複区間）との分岐
山梨県南都留郡富士河口湖町

山梨県内で完結する一般国道の路線で、富士山の北東麓に位置する富士吉田市の国道138号起点（上宿交差点）から北麓の山裾に沿って西へ進み、富士五湖のひとつである本栖湖を経て、南西部に位置する南巨摩郡身延町の国道52号（上沢交差点）に至る。主な通過地は、南都留郡富士河口湖町船津、南都留郡鳴沢村、南都留郡富士河口湖町本栖、南巨摩郡身延町常葉である。富士吉田 - 本栖湖間は国道139号と重複する区間で、本栖湖の東側に位置する国道139号分岐点（本栖交差点）から身延町までの延長25 km区間が本路線の単独区間である。

### 路線データ
一般国道の路線を指定する政令に基づく起終点および重要な経過地は次のとおり。
- 起点：富士吉田市（上宿交差点 = 国道137号・国道138号・国道413号起点、国道139号上）
- 終点：山梨県南巨摩郡身延町（上沢交差点 = 国道52号交点、山梨県道37号南アルプス公園線終点）
- 重要な経過地：山梨県南都留郡河口湖町[注釈 2]、同県西八代郡上九一色村[注釈 3]
- 総延長 : 25.0 km[2][注釈 4][注釈 5]
- 重用延長 : なし[2][注釈 4][注釈 5]
- 未供用延長 : なし[2][注釈 4]
- 実延長 : 25.0 km[2][注釈 4]
  - 現道 : 24.9 km[2][注釈 4]
  - 旧道 : 0.0 km[2][注釈 4]
  - 新道 : なし[2][注釈 4]
- 指定区間：国道139号と重複する区間（富士吉田市・上宿交差点（起点） - 南都留郡富士河口湖町・本栖交差点）[3]

## 歴史
- 1970年（昭和45年）4月1日 - 一般国道300号（富士吉田市 - 山梨県南巨摩郡身延町）として指定。

## 路線状況
ここでは単独区間のみ、本栖起点で記載する。

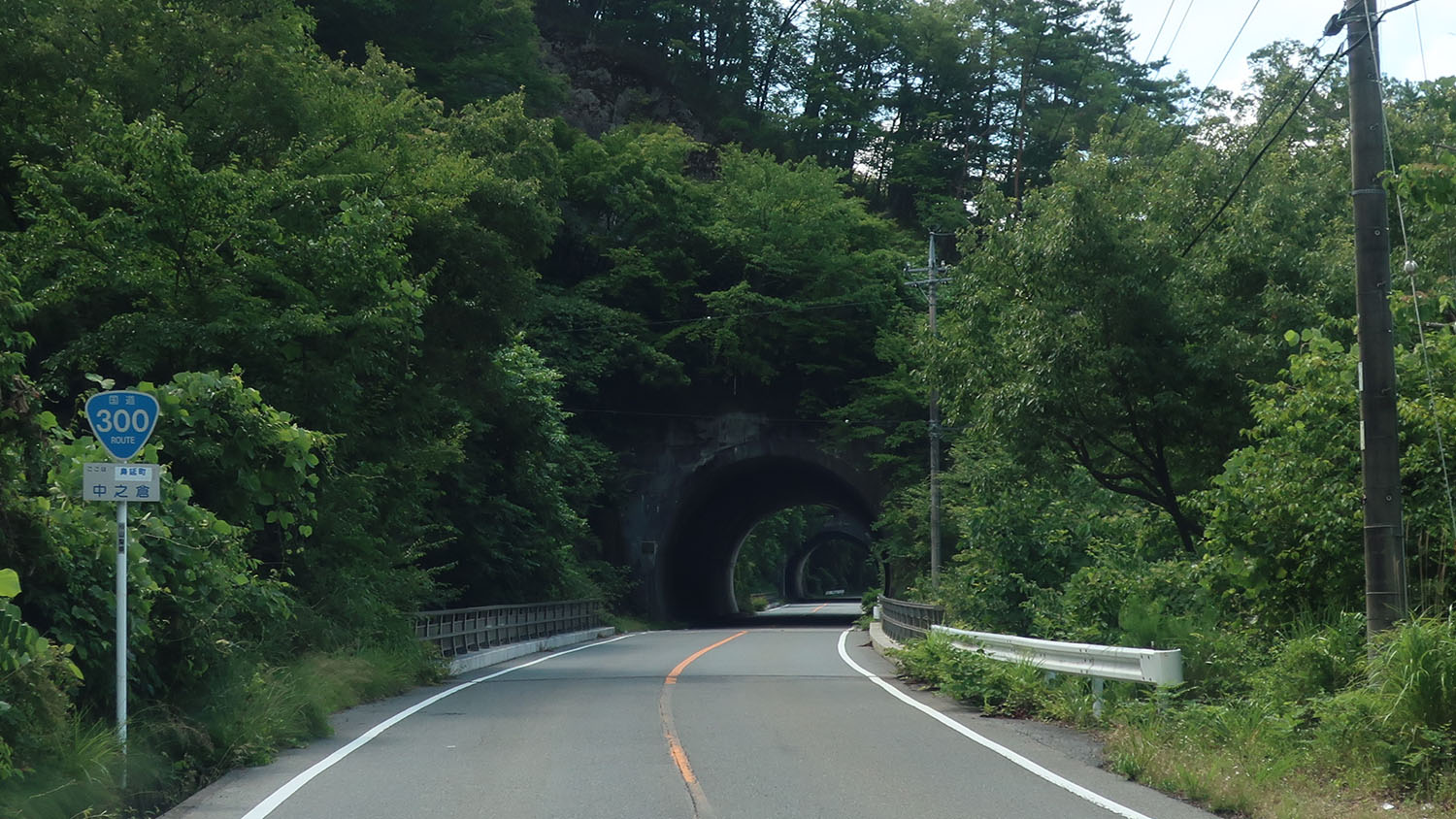
山梨県南巨摩郡身延町中ノ倉
（中之倉集落付近）
「甲州いろは坂」と呼ばれるこの区間はトンネル、カーブが多い

本栖交差点を西側へ進むと本栖湖の北岸を走行する。しばらくすると現道と旧道の分岐があり、旧道は山梨県道709号本栖湖畔線となっている。かつては旧道をやや進んだところに中之倉隧道（1936年（昭和9年）竣工、延長370 m）があったが、幅員が4.5 mと大型車がすれ違うのが困難であったことから1986年（昭和61年）に中之倉トンネル（延長558 m、幅員6.5 m）が貫通したことで本道はそちらを通ることになり、中之倉隧道はその後閉鎖された。中之倉トンネルを過ぎると富士河口湖町から身延町に入り、距離にして約8 kmのヘアピンカーブが続く。途中身延町の中屋敷集落でカーブは緩くなるが、集落を過ぎると再びヘアピンカーブが続き、中之倉集落に達する。この区間は通称「甲州いろは坂」と呼ばれ、大型車両の通行が困難である一方、沿道は広葉樹が多いため秋は紅葉が見頃の場所となっている。
中之倉集落から先はかつては沿道を流れる常葉川に沿って道が設けられており、古関の集落を抜けながらカーブが続く区間であったが、1985年（昭和60年）頃よりトンネルが相次いで貫通し、現在は線形がよくなっている。北川橋の信号のない交差点で山梨県道9号市川三郷身延線と合流し、この先山梨県道9号市川三郷身延線と重複区間となる。常葉トンネルを抜けると常葉川を挟んだ右岸に常葉地区が見え、川を渡り身延線の踏切を抜けると左岸に下部温泉が見える。波高島トンネルを抜けた先の交差点で山梨県道9号市川三郷身延線と別れ、富山橋で富士川を渡河すると国道52号との交点かつ当国道の終点である上沢交差点に達する。

### 別名

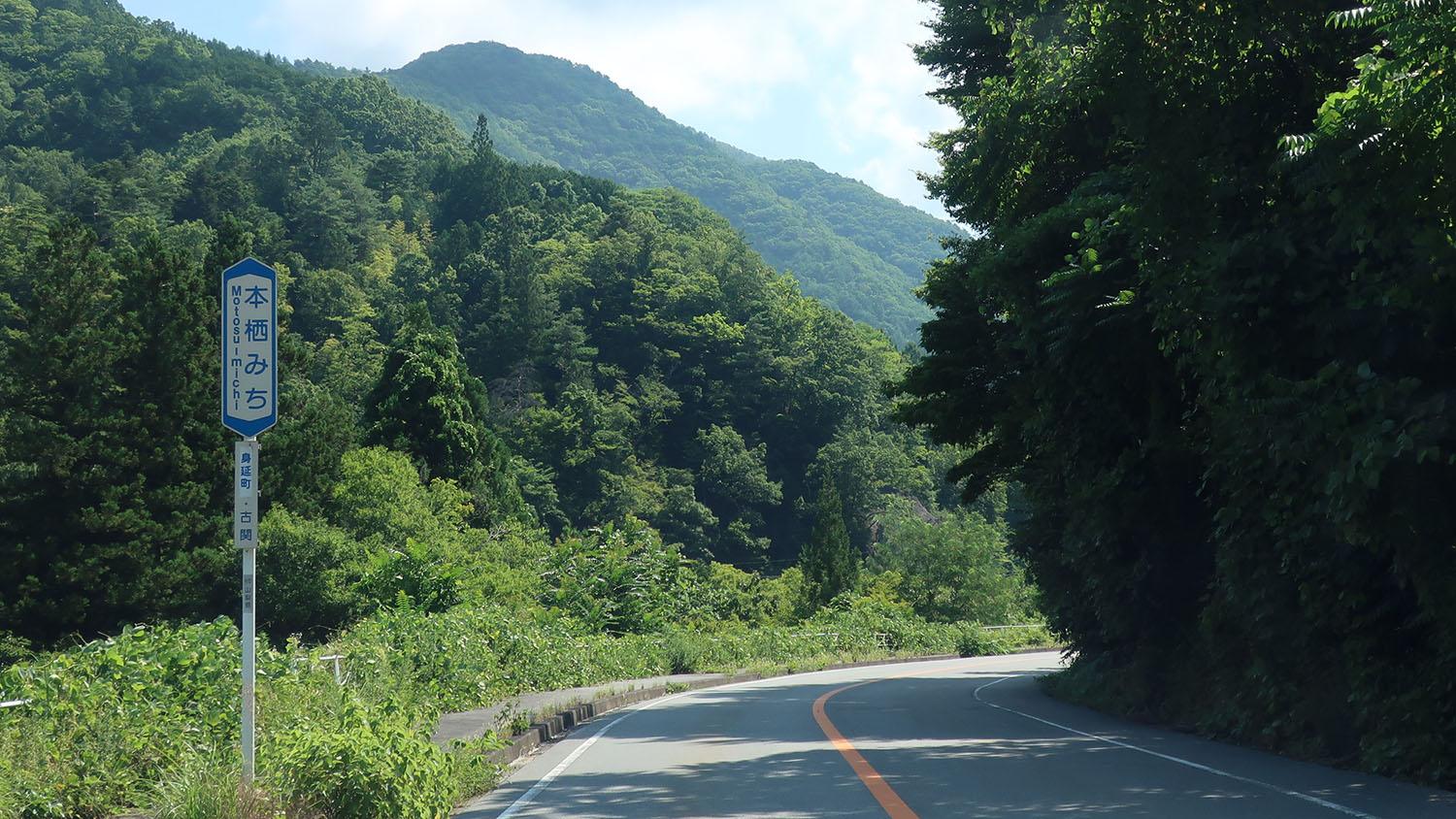
本栖みちの標識
山梨県南巨摩郡身延町古関

- 本栖みち[5] - 単独区間のうち、波高島トンネルおよび常葉バイパスを除く区間が指定されている。波高島トンネルおよび常葉バイパスは旧道側のほうが指定されたままで、当該区間は除外される。

### バイパス
- 中之倉バイパス
  - 中之倉地区から灯地区を介して中屋敷地区を通る全長5 kmのバイパス、中之倉地区から灯地区までの1期と灯地区から中屋敷地区までの2期、中屋敷地区から本栖湖方面の連続ヘアピン部分が3期に分かれている[6]。このうち2期までが事業中で、2022年（令和4年）12月18日より1期区間の供用が開始されている。
- 古関バイパス
  - 常葉地区東側から中之倉地区に存在したヘアピンカーブ解消と道路拡幅を目的に建設が進められ、2002年（平成14年）に開通した[7]。全長約2.1 kmで、5つのトンネル（釜額、古関、聖、木喰、長塩）が続く。バイパス西端で常葉バイパスに続く。開通後旧道は一部[注釈 6]が山梨県道404号古関割子線に編入され、残りは町道または廃道になっている。
- 常葉バイパス
  - 旧下部町の市街地であった常葉地区の混雑対策に常葉建設が進められ、1981年（昭和56年）に開通した。区間内には常葉トンネルがある。バイパス東端で古関バイパスから引き続く。常葉バイパス開通後、旧道は甲斐常葉駅以南は国道300号別道、以北は山梨県道419号甲斐常葉停車場線になっている。
- 波高島バイパス
  - 富山橋西岸から波高島集落東側に至る全長約2 kmのバイパス[8]。富山橋の老朽化による橋梁取替および波高島集落の線形改良、建設中の中部横断自動車道 下部温泉早川ICの工事車両対応のため工事が進められ、2008年（平成20年）11月に供用が開始された[8]。区間内には富士川を渡る富山橋と全長742 mの波高島トンネルがある[8]。開通後旧道は町道になっている。

### 重複区間
- 国道139号（富士吉田市上吉田7丁目・上宿交差点（起点） - 南都留郡富士河口湖町本栖・本栖交差点）

### 道路施設

#### 橋梁
- 新宮川橋（宮川、富士吉田市、国道139号重複区間内）
- 北川上橋（常葉川、南巨摩郡身延町）
- 北川橋（常葉川、南巨摩郡身延町）
- 新栃代川橋（栃代川、南巨摩郡身延町）
- 富山橋（富士川、南巨摩郡身延町）

#### トンネル
- 本栖トンネル：延長152 m、1987年（昭和62年）竣工、南都留郡富士河口湖町
- 中之倉トンネル：延長558 m、1986年（昭和61年）竣工、南巨摩郡身延町
- 小渕トンネル：延長51.5 m、1973年（昭和48年）竣工、南巨摩郡身延町
- くるみトンネル：延長57 m、1973年（昭和48年）竣工、南巨摩郡身延町
- 百合切トンネル：延長100 m、1975年（昭和50年）竣工、南巨摩郡身延町
- 灯第一トンネル：延長746 m、2016年（平成28年）竣工、南巨摩郡身延町
- 灯第二トンネル：延長275 m、2022年（令和4年）竣工、南巨摩郡身延町
- 釜額トンネル：延長105 m、1970年（昭和48年）竣工、南巨摩郡身延町
- 古関トンネル：延長292 m、1993年（平成5年）竣工、南巨摩郡身延町
- 聖トンネル：延長85 m、1990年（平成2年）竣工、南巨摩郡身延町
- 木喰トンネル：延長361 m、2001年（平成13年）竣工、南巨摩郡身延町
- 長塩トンネル：延長336 m、1997年（平成9年）竣工、南巨摩郡身延町
- 常葉トンネル：延長298 m、1981年（昭和56年）竣工、南巨摩郡身延町
- 波高島トンネル：延長742 m、2008年（平成20年）竣工、南巨摩郡身延町

#### 道の駅
- なるさわ（南都留郡鳴沢村、国道139号重複区間内）
- しもべ（南巨摩郡身延町）

### 交通量
平日24時間交通量（平成17年度道路交通センサス）
| 地点                   | 台数  |
| ---------------------- | ----- |
| 南巨摩郡身延町市之瀬97 | 3,153 |

## 地理

### 通過する自治体
- 山梨県
  - 富士吉田市 - 南都留郡富士河口湖町 - 南都留郡鳴沢村 - 南都留郡富士河口湖町 - 南巨摩郡身延町

### 交差する道路
| 交差する道路                                         | 市町村名   | 市町村名     | 交差する場所 | 交差する場所           |
| ---------------------------------------------------- | ---------- | ------------ | ------------ | ---------------------- |
| 国道137号 国道138号 国道139号 重複区間起点 国道413号 | 富士吉田市 | 富士吉田市   | 上吉田7丁目  | 上宿交差点 / 起点      |
| 山梨県道707号富士河口湖富士線 / 別線                 | 富士吉田市 | 富士吉田市   | 新西原5丁目  |                        |
| E68 中央自動車道富士吉田線                           | 南都留郡   | 富士河口湖町 | 船津         | 2 河口湖IC             |
| 山梨県道707号富士河口湖富士線                        | 南都留郡   | 富士河口湖町 | 船津         | スバルライン入口交差点 |
| 山梨県道707号富士河口湖富士線 / 別線                 | 南都留郡   | 富士河口湖町 | 船津         | 東恋路交差点           |
| 山梨県道714号鳴沢富士河口湖線                        | 南都留郡   | 鳴沢村       | 大田和       | 大田和交差点           |
| 静岡県道・山梨県道71号富士宮鳴沢線                   | 南都留郡   | 鳴沢村       | 鳴沢         | ひばりヶ丘交差点       |
| 山梨県道710号青木ヶ原船津線                          | 南都留郡   | 富士河口湖町 | 西湖         | 富岳風穴前交差点       |
| 山梨県道21号河口湖精進線                             | 南都留郡   | 富士河口湖町 | 精進         |                        |
| 国道358号                                            | 南都留郡   | 富士河口湖町 | 精進         | 赤池交差点             |
| 山梨県道706号精進湖畔線                              | 南都留郡   | 富士河口湖町 | 精進         |                        |
| 国道139号 重複区間終点                               | 南都留郡   | 富士河口湖町 | 本栖         | 本栖交差点             |
| 山梨県道709号本栖湖畔線                              | 南都留郡   | 富士河口湖町 | 本栖         |                        |
| 山梨県道709号本栖湖畔線                              | 南巨摩郡   | 身延町       | 中ノ倉       |                        |
| 山梨県道404号古関割子線                              | 南巨摩郡   | 身延町       | 古関         |                        |
| 山梨県道9号市川三郷身延線 重複区間起点               | 南巨摩郡   | 身延町       | 北川         |                        |
| 山梨県道419号甲斐常葉停車場線                        | 南巨摩郡   | 身延町       | 常葉         |                        |
| 山梨県道412号栃代常葉線                              | 南巨摩郡   | 身延町       | 常葉         | 常葉駐在所前交差点     |
| 山梨県道411号下部飯富線                              | 南巨摩郡   | 身延町       | 常葉         | 常葉バイパス南交差点   |
| 山梨県道415号湯之奥上之平線                          | 南巨摩郡   | 身延町       | 上之平       |                        |
| 山梨県道9号市川三郷身延線 重複区間終点               | 南巨摩郡   | 身延町       | 波高島       |                        |
| 国道52号 山梨県道37号南アルプス公園線                | 南巨摩郡   | 身延町       | 下山         | 上沢交差点 / 終点      |

### 交差する鉄道
- 身延線

## その他
中之倉トンネルの旧道沿いの本栖湖からの風景を撮った岡田紅陽の作品が千円紙幣E号券、五千円紙幣D号券の図柄のモデル。